# Okno w Okienniku Wielkim
Okno w Okienniku Wielkim lub Schronisko Okiennik Górny – schronisko w grupie skalnej Okiennika Wielkiego na Wyżynie Częstochowskiej wchodzącej w skład Wyżyny Krakowsko-Częstochowskiej. Znajduje się w obrębie wsi Piaseczno w województwie śląskim, powiecie zawierciańskim, w gminie Kroczyce.

## Opis obiektu
Schronisko znajduje się pod szczytem najwyższej skały, której wspinacze skalni nadali nazwę Okiennik. Jest widoczne z daleka i stanowi charakterystyczny element okolicy. Najłatwiej można się dostać od strony południowej do otworu zachodniego, dojście to jest jednak trudne, eksponowane i potencjalnie niebezpieczne. Dojście do otworu wschodniego wymaga wspinaczki skalnej, a prowadzące do niego drogi wspinaczkowe mają wysokość do 30 m i są bardzo trudne (VI-VII w skali Kurtyki).
Okno przebija skałę na wylot. Ma wymiary 7 × 5 metrów. Pomiędzy jego otworami znajduje się tunel o kolistym przekroju i ogładzonych ścianach. Ściany tunelu są oszpecone napisami graffiti. Namulisko jest skąpe, próchniczne i porośnięte roślinami (m.in. życicą trwałą i babką zwyczajną). Rośnie także duża kępa irgi czarnej. Na ścianach i stropie tunelu zamontowane są ringi, okno jest więc także obiektem wspinaczki skalnej.
W Okienniku są jeszcze inne schroniska. Poniżej zachodniego otworu Okna w Okienniku Wielkim znajduje się otwór Komina w Okienniku Wielkim oraz wejście do Schronu w Okienniku Wielkim. Cały masyw Okiennika Wielkiego jest geostanowiskiem.

## Historia eksploracji i dokumentacji
Okno znane było od dawna. Podczas badań archeologicznych w Schronie w Okienniku Wielkim znaleziono ślady świadczące o jego zamieszkiwaniu przez ludzi w czasach prehistorycznych. W średniowieczu wykorzystano walory obronne Okiennika budując na nim niewielką fortecę.
Po raz pierwszy Okno w Okienniku Wielkim opisał Kazimierz Kowalski jako Schronisko Okiennik Górny. Zmierzył je J. Zygmunt w sierpniu 2009 r., on też opracował jego plan.

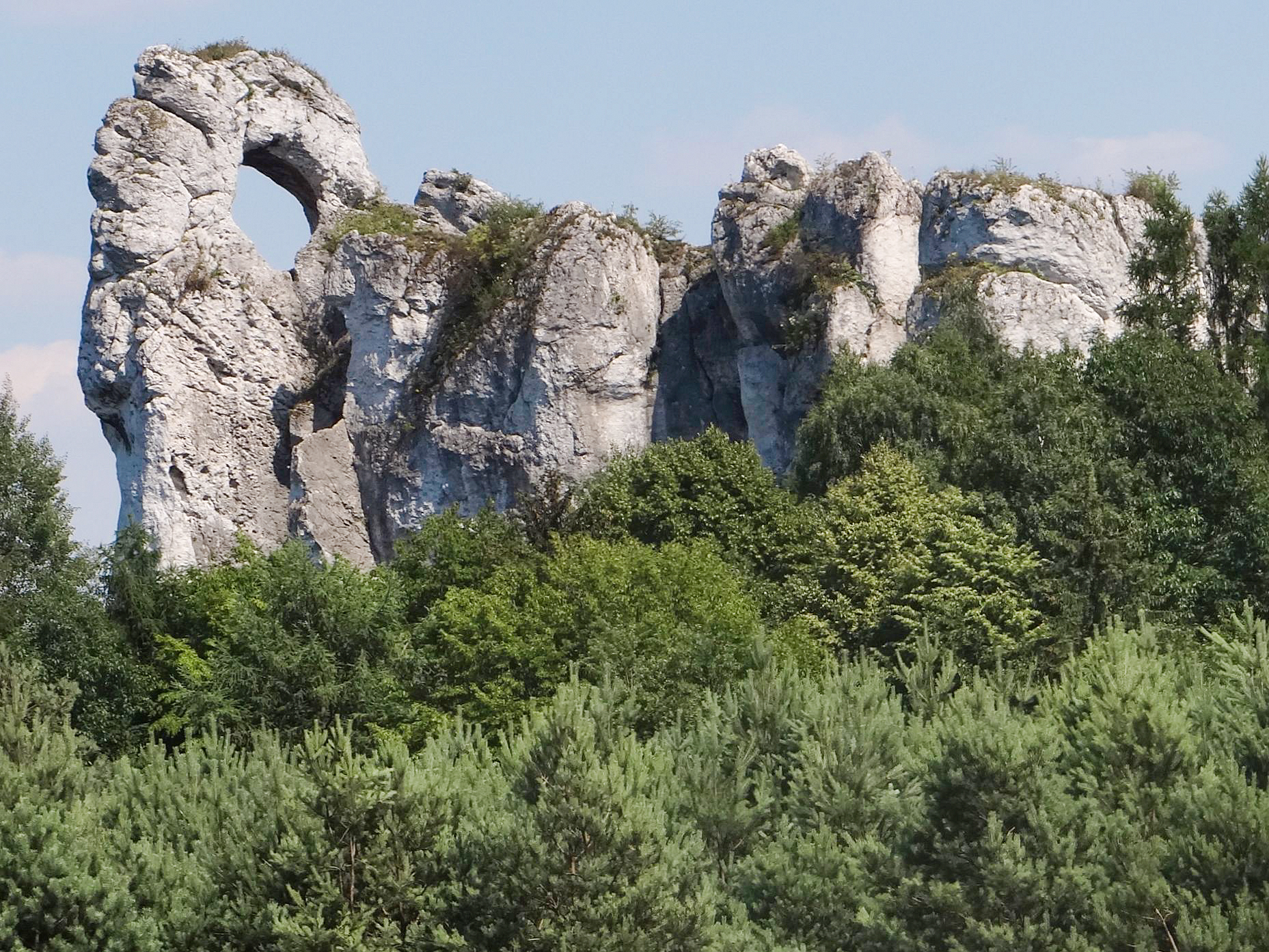
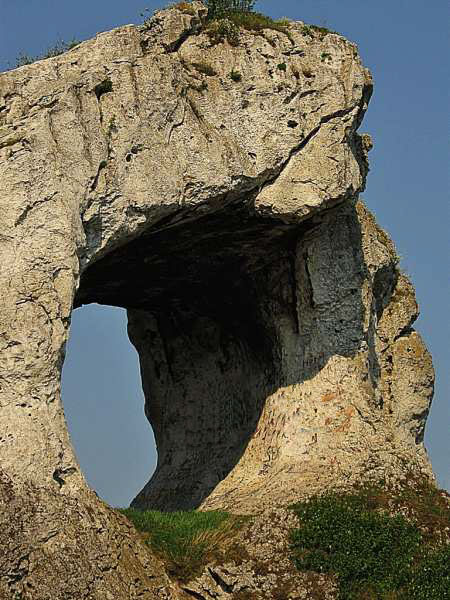
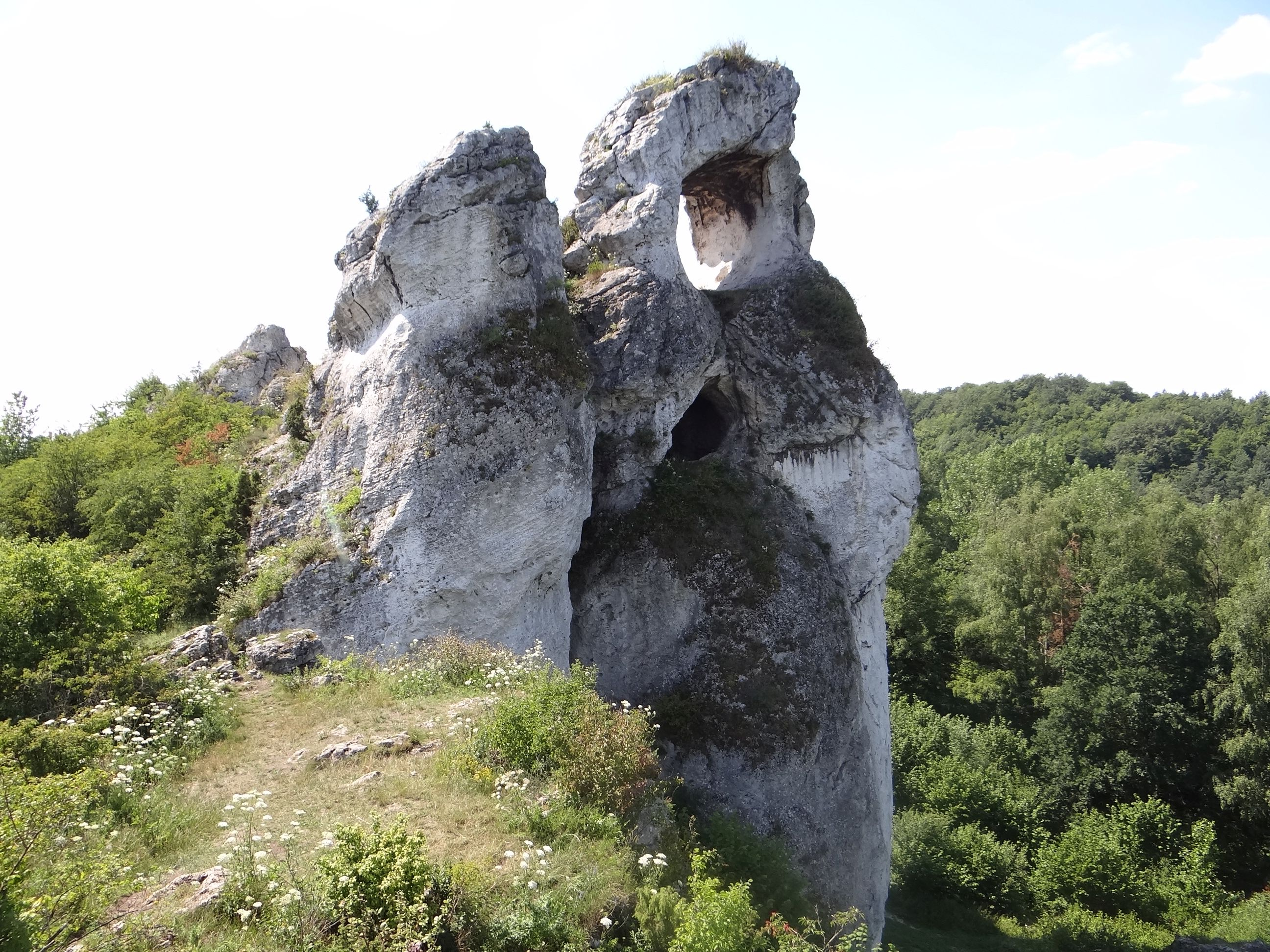
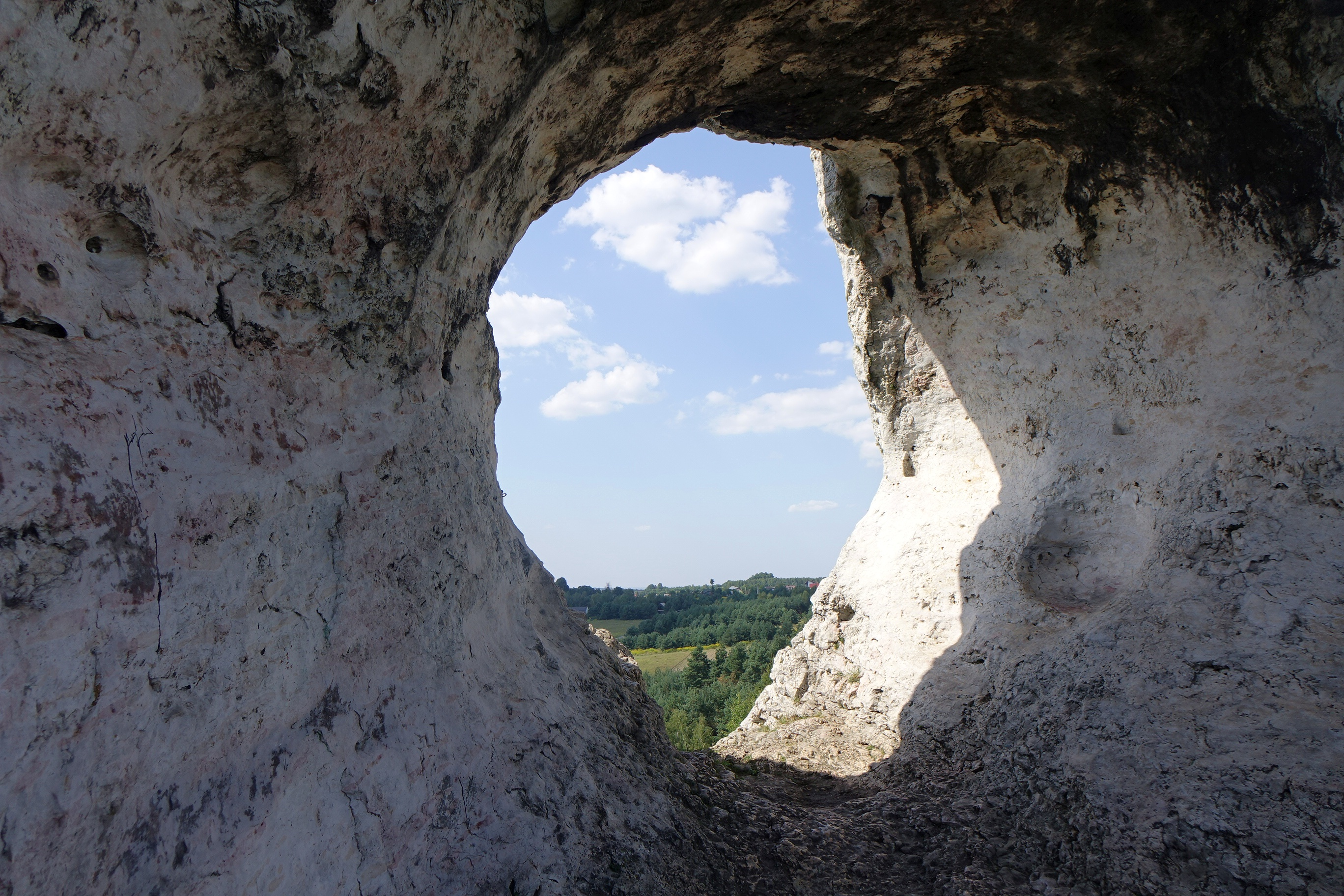
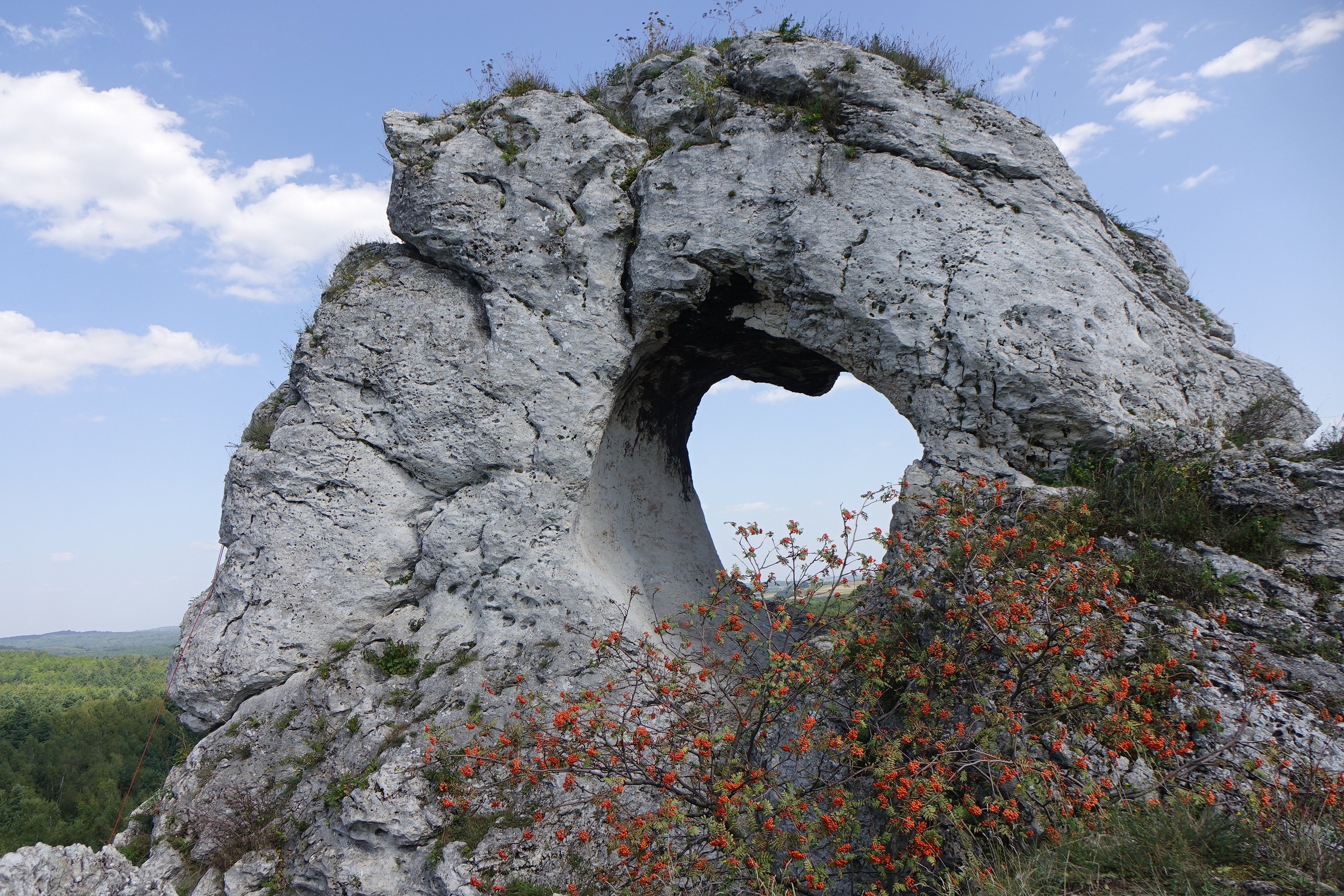